# Эскорнбёф
Эскорнбёф (фр. Escornebœuf) — коммуна во Франции, находится в регионе Юг — Пиренеи. Департамент — Жер. Входит в состав кантона Жимонт. Округ коммуны — Ош.
Код INSEE коммуны — 32123.

## География
Коммуна расположена приблизительно в 590 км к югу от Парижа, в 45 км западнее Тулузы, в 27 км к востоку от Оша.
По территории коммуны протекают реки Жимон, Маркау и Саррампьон.

## Климат
Климат умеренно-океанический. Лето жаркое и немного дождливое, температура часто превышает 35 °С. Зимой часто бывает отрицательная температура и ночные заморозки. Годовое количество осадков — 700—900 мм.

## Население
Население коммуны на 2010 год составляло 502 человека.
| 1962 | 1968 | 1975 | 1982 | 1990 | 1999 | 2010 |
| ---- | ---- | ---- | ---- | ---- | ---- | ---- |
| 470  | 434  | 403  | 383  | 473  | 497  | 502  |

## Администрация
| Период | Период | Фамилия         | Партия | Примечания |
| ------ | ------ | --------------- | ------ | ---------- |
| 2001   | 2008   | Мишель Стильяни |        |            |
| 2008   | 2020   | Сержин Ажорж    |        |            |

## Экономика
В 2010 году среди 329 человек трудоспособного возраста (15-64 лет) 246 были экономически активными, 83 — неактивными (показатель активности — 74,8 %, в 1999 году было 70,9 %). Из 246 активных жителей работали 230 человек (126 мужчин и 104 женщины), безработных было 16 (7 мужчин и 9 женщин). Среди 83 неактивных 19 человек были учениками или студентами, 47 — пенсионерами, 17 были неактивными по другим причинам.

## Достопримечательности
- Церковь Св. Квитерия (XIX век)
- Часовня Св. Иоанна (XII век). Исторический памятник с 1981 года[4]

## Фотогалерея

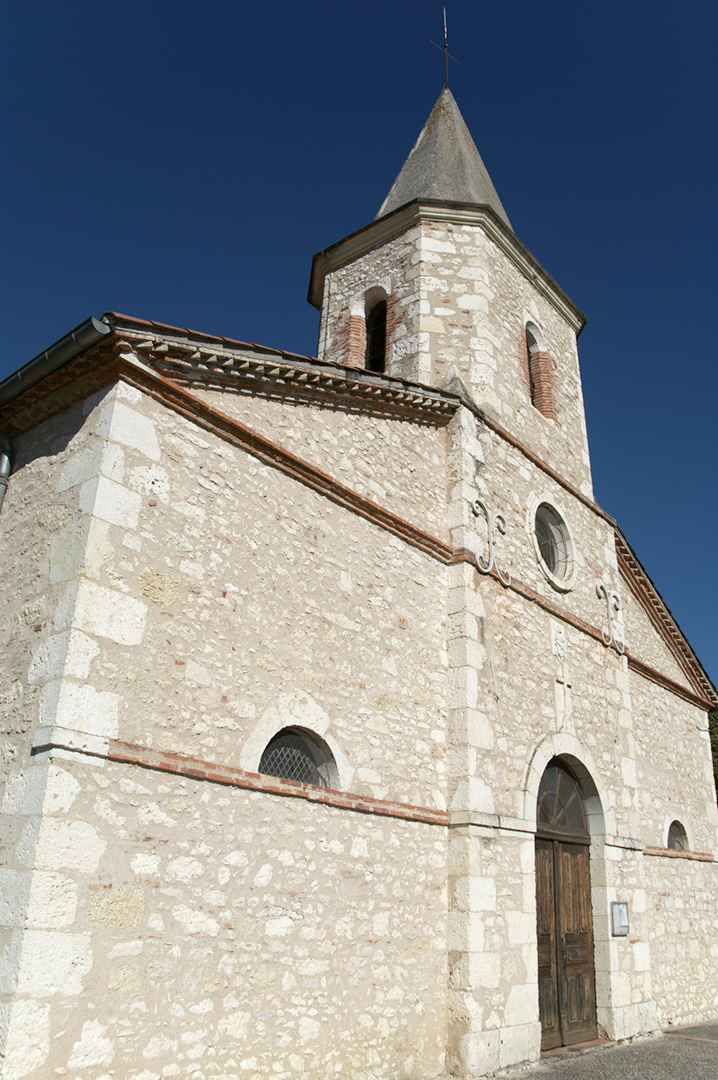
Церковь Св. Квитерия
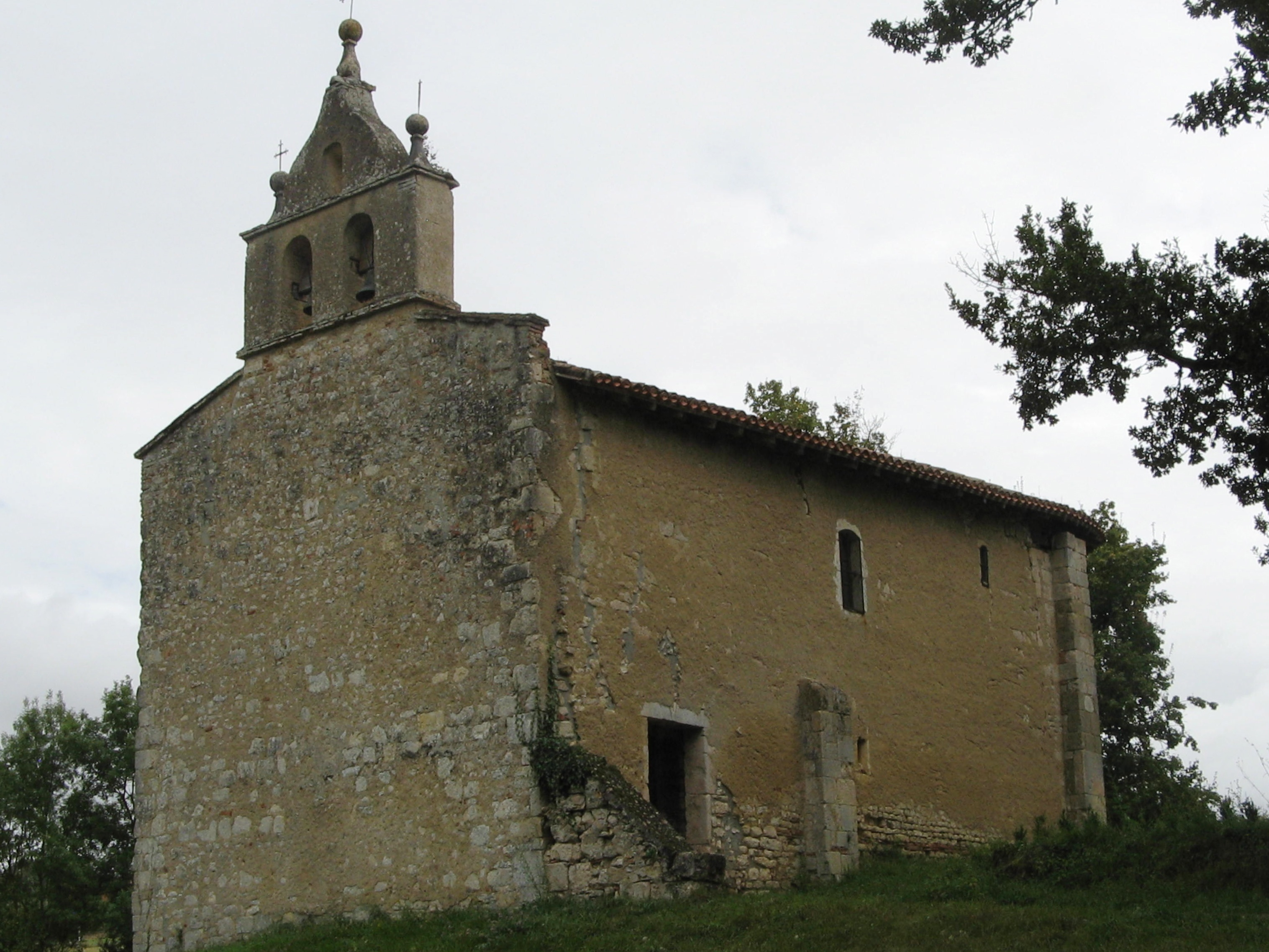
Часовня Св. Иоанна
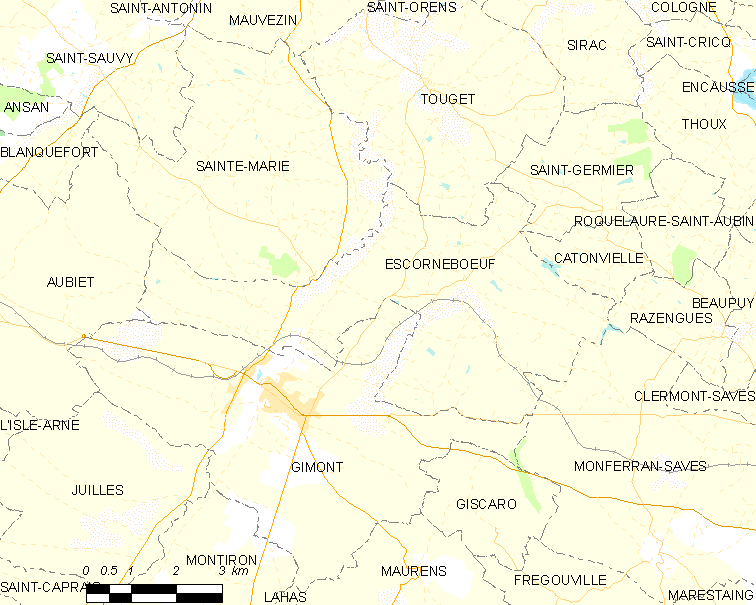
Карта коммуны